# 甑糕
甑糕，陝西省关中地区的风味小吃，以糯米和红枣为原料制成的一种甜糕。“甑糕”顾名思义是用“甑”蒸制成的“糕”。甑糕米枣交融，相间叠放，铺三四层，用大、小火蒸熟。品相色泽鲜艳，红白相间，绵软粘甜，风味独特，久食不厌，是关中地区的传统早点食品。

## 作法
將蒸好的糯米糕表面灑上水，持續以鍋鏟翻炒讓米粒可以更好的吸收水分與蜜棗的味道。鍋底灑上水、放上一塊濕網布防沾黏，讓鋪在底層的蜜棗不沾鍋。接下來將一層蜜棗、一層糯米、一層紫芸豆的順序一層層磊實，最後在表面再放上一層大紅棗，讓整鍋甑糕吃起來有棗香味。最後用蒸籠蒸上4-6個小時即可出爐。